# 心 (仏教)
心（しん、巴: 梵: citta チッタ）とは、仏教における心概念。学派・宗派によってその内容は諸説分かれる。一般に、知性・感情・意志などの総称として用いられ、もの（色法）や身体とは区別されると考えられている。また、意識下の心、深層心理が説かれる場合もある。語源的には、種々の(梵: citra)対象を認識するからとも、集める(梵: cinoti)からとも解釈される。 
パーリ仏典ではcittaと重複して用いられる語として、意(Manas)、識(Vijñāna)が存在し、これらは一般的な意味の「心」として使われることもあれば、心所（cetasika）を指すこともある。

## 上座部（分別説部）
上座部仏教（分別説部）の『アビダンマッタサンガハ』では、心（citta）を三界（欲界・色界・無色界）や四向四果に沿って、89に分割して説明する。

Tattha cittaṃ tāva catubbidhaṃ hoti kāmāvacaraṃ rūpāvacaraṃ arūpāvacaraṃ lokuttarañceti1
心には、欲界、色界、無色界、出世間の四種類がある。
—アビダンマッタサンガハ 第2章 摂心分別 
- 心/citta (89)
  - 欲界心/kāmāvacara citta (54)
    - 欲界浄心/kāmāvacara sobhana citta (24)
      - 大善心/mahā kusala citta (8) - 「喜倶・捨倶」「智相応・智不相応」「無行・有行」の組み合わせ8通り。
      - 大異熟心/mahā vipāka citta (8) - 「喜倶・捨倶」「智相応・智不相応」「無行・有行」の組み合わせ8通り。
      - 大唯作心/mahā kiriya citta (8) - 「喜倶・捨倶」「智相応・智不相応」「無行・有行」の組み合わせ8通り。

    - 欲界不浄心/kāmāvacara asobhana citta (30)
      - 不善心/akusala citta (12)
        - 貪根心/lobha mūla citta (8) - 「喜倶・捨倶」「悪見相応・悪見不相応」「無行・有行」の組み合わせ8通り。
        - 瞋根心/dosa mūla citta (2) - 「憂倶 瞋恚相応 無行」「憂倶 瞋恚相応 無行」の2通り。
        - 痴根心/moha mūla citta (2) - 「捨倶 疑相応」「捨倶 悼挙相応」の2通り。

      - 無因心/ahetuka citta (18)
        - 不善異熟心/akusala vipāka citta (7) - 「捨倶 眼識」「捨倶 耳識」「捨倶 鼻識」「捨倶 舌識」「苦倶 身識」「捨倶 領受」「捨倶 推度」の7通り。
        - 無因善異熟心/ahetuka kusala vipāka citta (8) - 「捨倶 眼識」「捨倶 耳識」「捨倶 鼻識」「捨倶 舌識」「楽倶 身識」「捨倶 領受」「喜倶 推度」「捨倶 推度」の8通り。
        - 無因唯作心/ahetuka kiriya vipāka citta (3) - 「捨倶 五門引転心」「捨倶 意門引転心」「喜倶 笑起心」の3通り。

  - 色界心/rūpāvacara citta (15)
    - 色界善心/rūpāvacara kusala citta (5) - 「初禅善心」「第二禅善心」「第三禅善心」「第四禅善心」「第五禅善心」の5通り。
    - 色界異熟心/rūpāvacara vipāka citta (5) - 「初禅異熟心」「第二禅異熟心」「第三禅異熟心」「第四禅異熟心」「第五禅異熟心」の5通り。
    - 色界唯作心/rūpāvacara kiriya citta (5) - 「初禅唯作心」「第二禅唯作心」「第三禅唯作心」「第四禅唯作心」「第五禅唯作心」の5通り。

  - 無色界心/arūpāvacara citta (12)
    - 無色界善心/arūpāvacara kusala citta (4) - 「空無辺処善心」「識無辺処善心」「無処有処善心」「非想非非想処善心」の4通り。
    - 無色界異熟心/arūpāvacara vipāka citta (4) - 「空無辺処異熟心」「識無辺処異熟心」「無処有処異熟心」「非想非非想処異熟心」の4通り。
    - 無色界唯作心/arūpāvacara kiriya citta (4) - 「空無辺処唯作心」「識無辺処唯作心」「無処有処唯作心」「非想非非想処唯作心」の4通り。

  - 出世間心/lokuttara citta (8)
    - 道心/magga citta (4) - 「預流道心」「一来道心」「不還道心」「阿羅漢道心」の4通り。
    - 果心/phala citta (4) - 「預流果心」「一来果心」「不還果心」「阿羅漢果心」の4通り。

## 説一切有部
説一切有部では、一切法を五位七十五法で分類する。そこでは心法（しんぼう、しんぽう）と色法を全く別の存在とし、根（認識器官のこと。六根）、境（認識対象のこと。六境）、識（認識主観のこと。六識）を厳密に区別した。
種々ある心や心作用が複数組み合わさっておきるところに多様な心理があると解し、その中で中心となり、全体を捉えるものを心王（しんのう）とよび、それと共におこる個々の心作用を心所（しんじょ、梵: caittaまたは梵: caitta）または心所有法（しんじょうほう）という。心王は（五蘊のうち）識にあたる。心王に1種（六識一体）、心所に46種、また心不相応行（法）として14種、無為（法）として3種、合計75種を挙げ、五位七十五法と呼ぶ。 

## 経量部
一つの心（心王）が種々に作用する（心所と心王とは別に存在しない）と解する。 

## 唯識派・法相宗
唯識派では、色法も識（三科を参照。）が現し出したものとして、心の中に摂めている。唯識派・法相宗の『成唯識論』では、心（citta）を 
- 眼識/cakṣur vijñāna (cakkhu viññāṇa)
- 耳識/śrotra vijñāna (sota viññāṇa)
- 鼻識/ghrāṇa vijñāna (ghāna viññāṇa)
- 舌識/jihvā vijñāna (jivhā viññāṇa)
- 身識/kāya vijñāna (kāya viññāṇa)
- 意識/mano vijñāna (mano viññāṇa)

の「六識」ṣaḍ vijñānaに、
- 末那識/manas vijñāna
- 阿頼耶識/ālaya vijñāna

を加えた「八識」の8心法（心王）として表現する。また、心所は51が挙げられている。 